# La Violetera

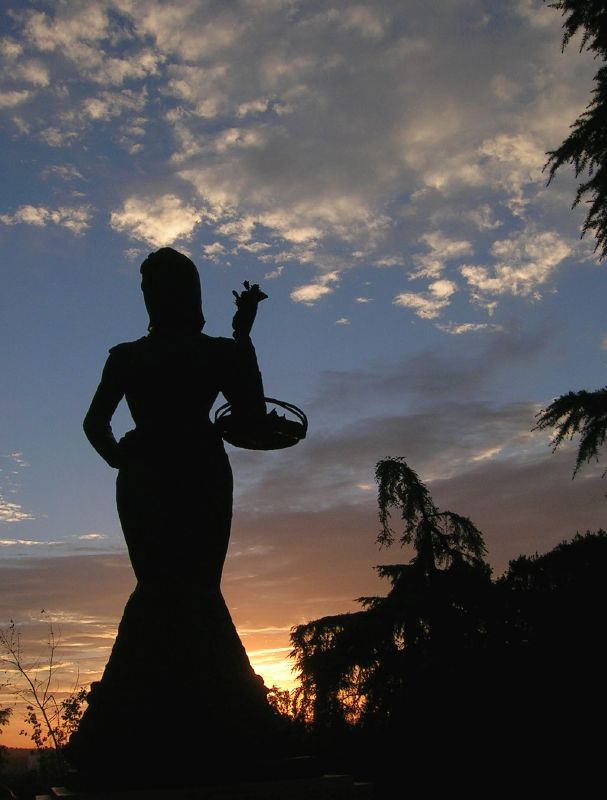
Pomnik Sprzedawczyni Fiołków (hiszp.: La Violetera), rzeźba Santiago de Santiago w parku Las Vistillas, Madryt, upamiętniająca pieśń José Padilli Sáncheza

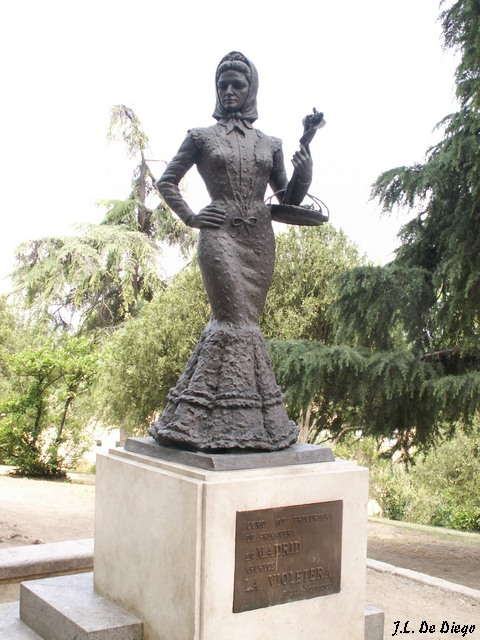
Pomnik Sprzedawczyni Fiołków (hiszp.: La Violetera), rzeźba Santiago de Santiago w parku Las Vistillas, Madryt, upamiętniająca pieśń José Padilli Sáncheza, w nowym miejscu (od 2003)

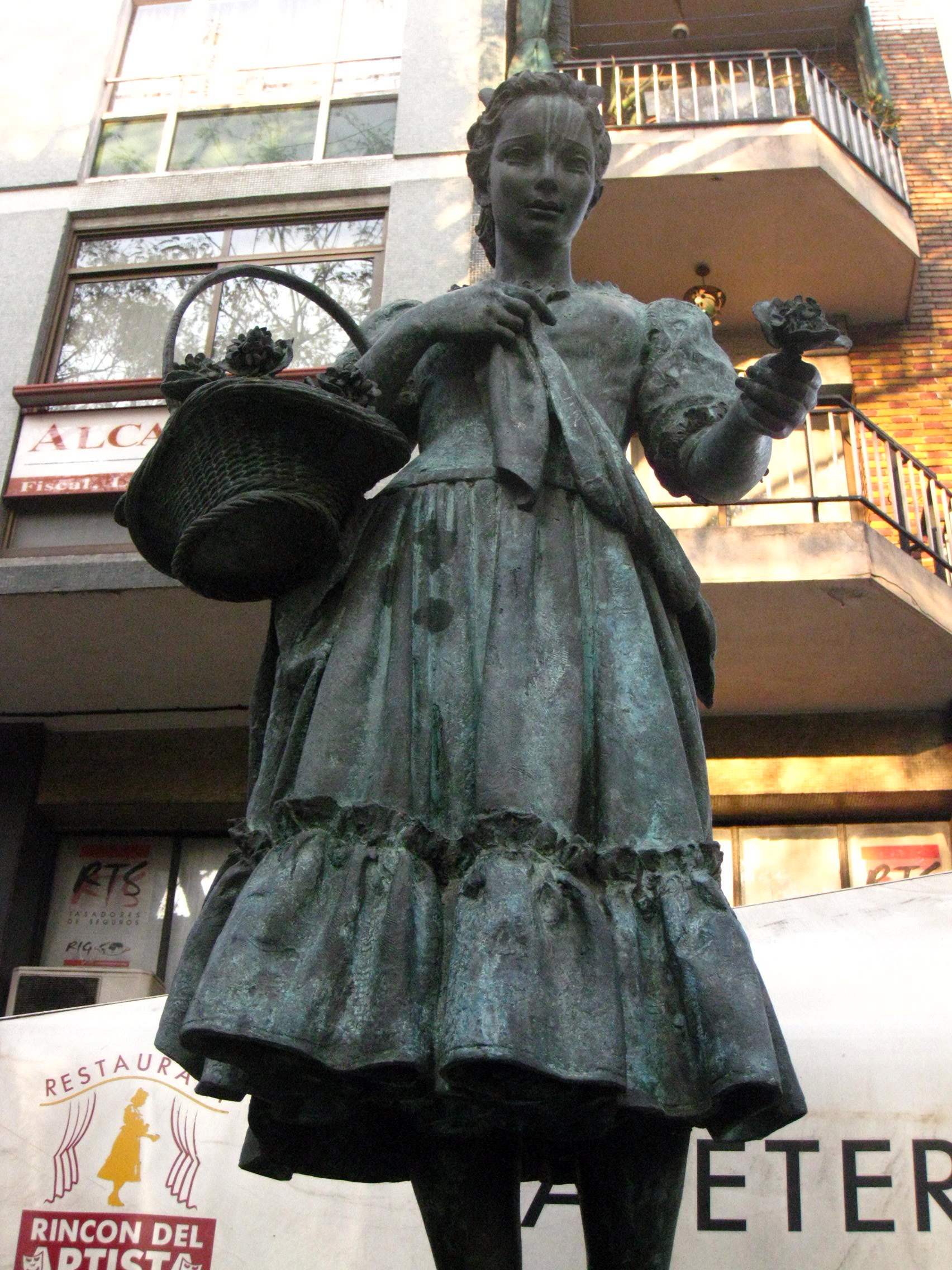
fontanna z postacią Raquel Meller, jako La Violetera. Carrer Nou de la Rambla, Barcelona (1966)

La Violetera (hiszp. dosłownie Sprzedawczyni fiołków, kwiaciarka, dziewczyna z fiołkami) – tytuł pieśni copla w rytmie habanery, skomponowanej w 1915 przez José Padillę Sáncheza do słów Eduardo Montesinosa (1868–1930) (© 1918).
Pieśń wykonała po raz pierwszy w Barcelonie Carmen Flores, wkrótce pieśń znalazła się też w repertuarze Raquel Meller, która wylansowała La Violeterę.
W 1918 ukazało się kilka wydań nut La Violetery w języku hiszpańskim i przekładach na język francuski (autorem przekładu był Albert Willemetz)) i angielski. La Violetera znalazła się w programie rewii En douce (pol. Cicho) w Casino de Paris, której premiera odbyła się 21 grudnia 1922.
Do najpopularniejszych w Hiszpanii wykonawczyń tego utworu należały Raquel Meller i Sara Montiel, a także Montserrat Caballé. La Violetera znajdowała się też w repertuarze m.in.: Dalidy, Giglioli Cinquetti, Nany Mouskouri.
Wersja instrumentalna La Violetera jest popularna jako tango.

## Filmy wykorzystująceLa Violetera

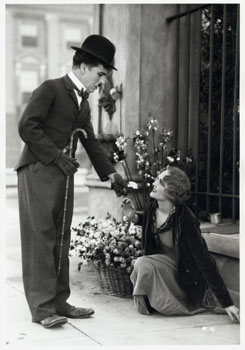
Światła wielkiego miasta (1931), Charlie Chaplin w scenie z niewidomą kwiaciarką (Virginia Cherrill), w której wykorzystano La Violetera

- Światła wielkiego miasta (1931): Charlie Chaplin w scenie z niewidomą kwiaciarką (Virginia Cherrill), (hiszp. Luces de la ciudad)[11]
- La violetera[12] z Sarą Montiel (1958)
- Niepokorni (ang. All Night Long) z Barbrą Streisand i Gene Hackmanem (1981)[11]
- Zapach kobiety (1992) (hiszp. Esencia de mujer)[11]

## Inspiracje, aranżacje, plagiat
W 1926 powstała aranżacja La Violetery w formie tanga Anselmo Aiety do tekstu Francisco Garcíi Jiméneza. Tango to zostało opublikowane co najmniej 8 lat po pierwowzorze i wykorzystywało główną linię melodyczną i refren "La Violetery" José Padilli bez podania jego nazwiska, można je więc uznać za plagiat.
Charlie Chaplin wykorzystał melodię La Violetery w swoim filmie Światła wielkiego miasta (1931), w którym melodia była wiodącym wątkiem muzycznym. W filmie Chaplin podał swoje nazwisko jako twórcę muzyki, co spowodowało wytoczenie mu procesu o naruszenie praw autorskich przez wydawcę tego utworu na terenie Francji. W lipcu 1934 Charlie Chaplin ostatecznie przegrał proces przed francuskim sądem, który przyznał autorowi melodii odszkodowanie w wysokości 15 000 franków.
Polskie tango "Dziewczyna z fiołkami" z ok. 1930, będące w repertuarze Mieczysława Fogga, nawiązuje do treści i melodii "La Violetera".

## Pomniki i ulica
W 1991 w Madrycie przy Calle de Alcala róg Gran Via, w miejscu uczęszczanym przez kwiaciarki, odsłonięto Pomnik Sprzedawczyni Fiołków (La Violetera) rzeźbiarza Santiago de Santiago, upamiętniający słynną pieśń José Padilli Sáncheza. Artysta nadał pomnikowi Sprzedawczyni Fiołków rysy twarzy Celii Gámez (1905-1992), jednej z wykonawczyń La Violetery. W związku z przebudową i poszerzeniem ulicy Gran Via – pomnik La Violetera przeniesiono w nowe miejsce (40°24′45,385″N 3°42′52,866″W/40,412607 -3,714685) i odsłonięto ponownie 13 czerwca 2003 w parku (dosł. ogrodach) Las Vistillas (hiszp. los Jardines de Las Vistillas) w Madrycie, po 2 latach jego przechowywania w magazynach miejskich.
Jedna z ulic Madrytu nosi nazwę Calle de La Violetera (ulica Sprzedawczyni Fiołków).
Jedna z pierwszych wykonawczyń La Violetery – aktorka Raquel Meller (1888–1962) – ma swój pomnik w Barcelonie przy Placa de Raquel Meller. Pomnik przedstawia Raquel Meller jako kwiaciarkę, nawiązując do pieśni La Violetera (41°22′31,134″N 2°10′11,298″E/41,375315 2,169805).